# بطولة دوري كرة القدم المتحدة 2017
بطولة دوري كرة القدم المتحدة 2017 (بالإنجليزية: 2017 USL season)‏ هو الموسم 7 من دوري الولايات المتحدة - البطولة. أشرف على تنظيمه اتحاد الولايات المتحدة لكرة القدم، وكان عدد الأندية المشاركة فيه 30، وفاز فيه ريال موناركس.